# 月眼魚屬
月眼鱼属（学名：Hiodon）为月眼鱼目月眼鱼科目前仅存的一属。

## 分類
本属目前仅存一2种，另有几个化石种：
- 似鯡月眼魚 Hiodon alosoides
- 背甲月眼魚 Hiodon tergisus
- †Hiodon consteniorum
- †Hiodon rosei
- †Hiodon woodruffi